# Steve Cram
Stephen « Steve » Cram , né le 14 octobre 1960 à Jarrow, est un athlète britannique, spécialiste des courses de demi-fond. Champion du monde du 1 500 mètres en 1983, et vice-champion olympique en 1984, il compte également à son palmarès deux titres de champion d'Europe et trois titres aux Jeux du Commonwealth. 
Premier athlète à couvrir le 1 500 m en moins de 3 minutes 30 secondes, il a détenu les records du monde du 1 500 m, du mile et du 2 000 m.

## Biographie
Âgé de seulement 19 ans, il prit part aux Jeux olympiques d'été de 1980 à Moscou sur 1 500 m ne terminant que dans les dernières places.
Il réussit sa percée vers l'élite mondiale en 1982, lorsqu'il devint champion d'Europe et peu après remporta encore le titre aux jeux du Commonwealth. L'année suivante, il fut sacré champion du monde lors des premiers Championnats du monde d'athlétisme à Helsinki. Il manque de peu le record du monde du 1 500 mètres lors du meeting de Bruxelles en couvrant la distance en 3 min 31 s.
Il manqua par contre la consécration olympique. En 1984, aux Jeux olympiques de Los Angeles, pas dans sa meilleure forme, il termina deuxième derrière son compatriote Sebastian Coe.
En 1985 à Nice, au sommet de ses performances, Cram améliora de plus d'une seconde le record du monde du 1 500 m de Steve Ovett. Dans son duel avec le marocain Saïd Aouita, il devint le premier athlète (Aouita le deuxième dans cette même course) à descendre sous la barre des 3 min 30 s sur 1 500 m. Onze jours plus tard, lors  du meeting du Bislett à Oslo, il améliora cette fois-ci le record du monde du mile détenu depuis quatre ans par Sebastian Coe. Début août, il établit encore un record du monde sur 2 000 m.
Durant la saison 1986, il continue sur sa lancée, remportant le 800 et le 1 500 lors des jeux du Commonwealth (son temps sur 800 est toujours le record de ces jeux). Plus tard dans la saison, il devint champion d'Europe sur 1 500 m et remporta la médaille de bronze sur 800 m derrière Sebastian Coe et Tom McKean. Cette année-là, il fut sacré membre de l'Ordre de l'Empire britannique.

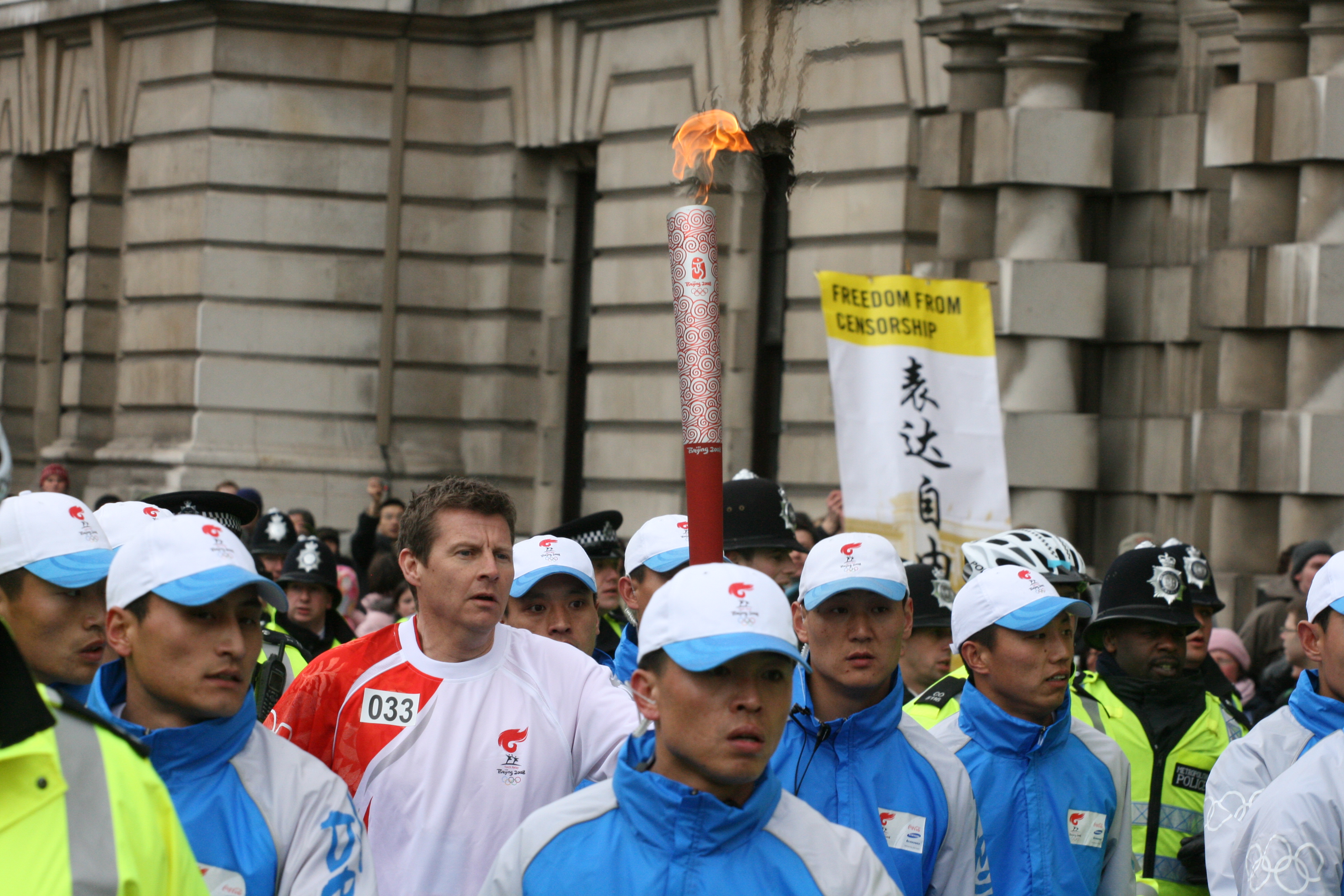
Steve Cram portant la torche olympique à Londres le 6 avril 2008

L'année 1987 fut décevante. Dès sa course de rentrée à la Coupe d'Europe à Prague à la fin du mois de juin, Steve Cram enregistra sa première défaite sur 1500 mètres depuis la finale des Jeux olympiques de 1984, des œuvres de l'espagnol Jose Luis Gonzales. Bien qu'alors détenteur de la meilleure performance mondiale de l'année réussie au meeting de Zurich, il ne se classa que 8e des championnats du monde à Rome.
Steve Cram réussit l'exploit de gagner quatre éditions consécutives du mythique "Golden Mile" d'Oslo entre 1985 et 1988.
Après avoir réussi la meilleure performance mondiale de l'année au meeting de Bruxelles (3.30.95) et remporté les trials de la Grante Bretagne sur 800 m, il était le favori pour l'or sur 1 500 m aux Jeux olympiques d'été de 1988 à Séoul mais une blessure au mollet survenue peu avant les jeux le handicapa et il ne termina qu'au pied du podium. 
En 1989, Il a obtenu le titre de champion de Grande Bretagne sur 5000 en établissant son record à 13'28.58. Le reste de la saison a été assez décevant avec notamment une première défaite lors du Golden Mile à Oslo avant d'y mettre un terme prématuré sur blessure à la fin du mois de juillet.
Toujours handicapé par une blessure récurrente au mollet, il a entamé la saison 1990 tardivement et n'a terminé que 5ème des championnats d'Europe sur 1500m à Split. Poursuivant sur cette lancée, il réalisé un joli 1500m à Sheffield en 3'33.03 en étant devancé de peu par Peter Elliott avant de terminer second du mythique Mile de la 5ème Avenue à New York toujours derrière Peter Elliott. 
L'année 1991 a confirmé le déclin du champion avec une élimination au stade des demi-finales du championnat du monde à Tokyo sur 1500m, il est vrai gêné lors d'une bousculade alors qu'il abordait la dernière ligne droit assez mal placé. Seule éclaircie dans cette saison lors du meeting de Berlin où il se classe second sur le mile proche de l'intouchable N Morcelli et devançant de nombreux finalistes des derniers championnats du monde.
Après une année 1992 presque "blanche" sur la piste toujours en raison de blessures au mollet, Steve Cram est parvenu, en 1993, à intégrer in extremis la sélection de Grande Bretagne pour les championnats du monde à Stuttgart. Il y a été éliminé en demi-finale sans faire illusion. Il a pris part à une dernière course internationale lors du Mémorial Van Damme à Bruxelles où il a terminé le mile en 3'56.08 (8ème).
Cram travaille désormais comme commentateur pour la BBC.

## Palmarès
| Date | Compétition           | Lieu        | Épreuve | Résultat | Performance   |
| ---- | --------------------- | ----------- | ------- | -------- | ------------- |
| 1980 | Jeux olympiques       | Moscou      | 1 500 m | 8e       | 3 min 41 s 98 |
| 1982 | Jeux du Commonwealth  | Brisbane    | 1 500 m | 1er      | 3 min 42 s 37 |
| 1982 | Championnats d'Europe | Athènes     | 1 500 m | 1er      | 3 min 36 s 49 |
| 1983 | Championnats du monde | Helsinki    | 1 500 m | 1er      | 3 min 41 s 59 |
| 1984 | Jeux olympiques       | Los Angeles | 1 500 m | 2e       | 3 min 33 s 40 |
| 1986 | Jeux du Commonwealth  | Édimbourg   | 800 m   | 1er      | 1 min 43 s 22 |
| 1986 | Jeux du Commonwealth  | Édimbourg   | 1 500 m | 1er      | 3 min 50 s 87 |
| 1986 | Championnats d'Europe | Stuttgart   | 800 m   | 3e       | 1 min 44 s 88 |
| 1986 | Championnats d'Europe | Stuttgart   | 1 500 m | 1er      | 3 min 41 s 09 |
| 1987 | Championnats du monde | Rome        | 1 500 m | 8e       | 3 min 41 s 19 |
| 1988 | Jeux olympiques       | Séoul       | 1 500 m | 4e       | 3 min 36 s 24 |
| 1990 | Championnats d'Europe | Split       | 1 500 m | 5e       | 3 min 39 s 08 |

## Records

### Records du monde
- Record du monde du 1 500 mètres en 3 min 29 s 67 le 16 juillet 1985 à Nice (amélioration du record de Steve Ovett, sera battu par Saïd Aouita 5 semaines plus tard)
- Record du monde du mile en 3 min 46 s 32 le 27 juillet 1985 à Oslo (amélioration du record de Sebastian Coe, sera battu par Noureddine Morceli)
- Record du monde du 2 000 mètres en 4 min 51 s 39 le 4 août 1985 à Budapest (amélioration du record de John Walker, sera battu par Saïd Aouita)

### Records d'Europe
- Record d'Europe du mile en 3 min 46 s 32 le 27 juillet 1985 à Oslo (record actuel).

### Records personnels
| Épreuve | Performance   | Lieu      | Date            |
| ------- | ------------- | --------- | --------------- |
| 800 m   | 1 min 42 s 88 | Zurich    | 21 août 1985    |
| 1 000 m | 2 min 12 s 88 | Gateshead | 9 août 1985     |
| 1 500 m | 3 min 29 s 67 | Nice      | 16 juillet 1985 |
| Mile    | 3 min 46 s 32 | Oslo      | 27 juillet 1985 |
| 2 000 m | 4 min 51 s 39 | Budapest  | 4 août 1985     |
| 3 000 m | 7 min 43 s 1  | Londres   | 29 août 1983    |